# البروتين الغلافي لفيروس كورونا
بروتين الغلاف الخاص بفيروس كورونا (بالإنجليزية: Coronavirus envelope protein)‏؛ هو أصغر البروتينات الهيكلية الأربعة الرئيسة الموجودة في فيروس كورونا وأقل من حُددت خصائصه ومميزاته. هو بروتين غشائي مدمج لا يزيد طوله عن 110 حمض أميني، وفي فيروس كورونا المرتبط بالمتلازمة التنفسية الحادة الشديدة النوع 2، العامل المسبب لمرض فيروس كورونا 2019 طول هذا البروتين هو 75 حمض أميني. على الرغم من أن البروتين الغلافي ليس لازمًا بالضرورة لعملية التناسخ الفيروسي، إلا إن غيابه قد يؤدي إلى انخفاض في نسبة التكاثر أو إنتاج قفيصة فيروسية مجمعة بشكل غير طبيعي. البروتين الغلافي هو بروتين متعدد الوظائف، فإضافة إلى كونه بروتينًا هيكليًا في القفيصة الفيروسية، يُعتقد كذلك أنه يشارك في عملية التجميع الفيروسية، وكذلك في التسبب في الأمراض الفيروسية، ومن المحتمل أنه يعمل بوصفهِ فيروبورينًا أيضًا.

## البنية

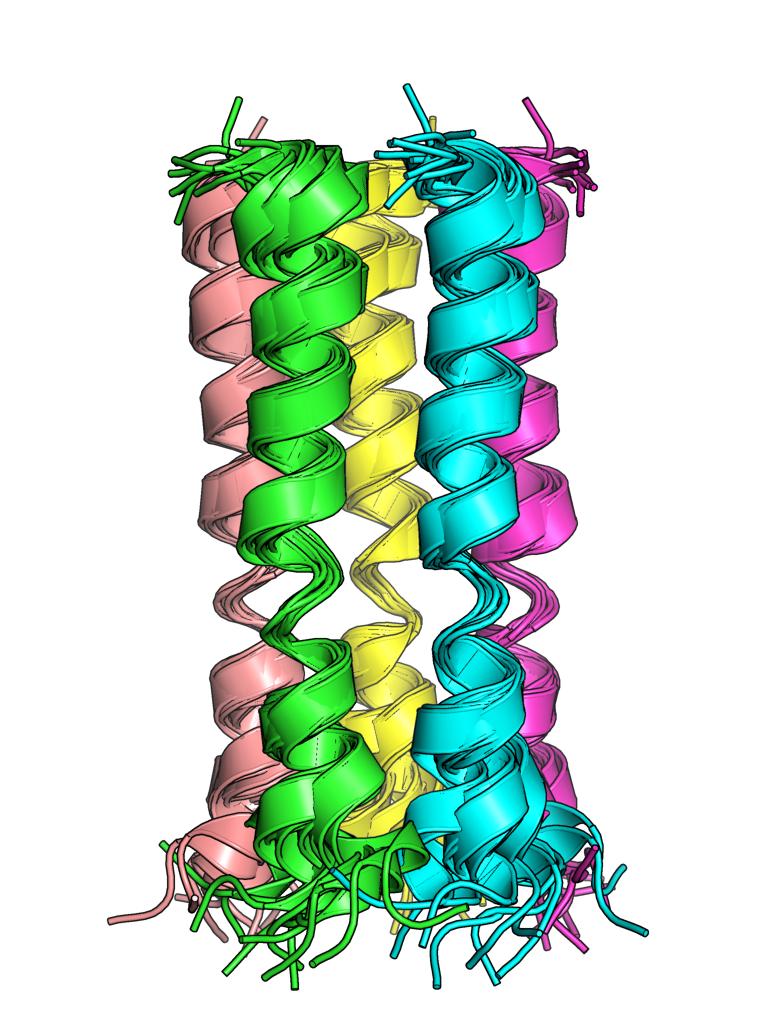
بنية المسام خماسي الوحدات المحددة بالرنين المغناطيسي النووي للحالة الصلبة المشكل باللوالب عبر الغشائية الخاصة ببروتين الغلاف الخاص بسارس-كوف-2، والتي تشكل فيروبورين نفوذ للكاتيونات. من.

يتكون بروتين الغلاف (E) من منطقة نهاية أمينية قصيرة محبة للماء، ومن نطاق عبر غشائي لولبي كاره للماء ومن منطقة نهاية كربوكسيلية محبة للماء قليلا. في سارس-كوف وسارس-كوف-2، تحتوي منطقة النهاية الكربوكسيلية على طابع الارتباط بنطاق PDZ [الإنجليزية]‏ (PBM). يبدو أن هذه الميزة منحفظة فقط بين أجناس فيروسات كورونا ألفا وبيتا، وليس في غاما. في أجناس بيتا وغاما، تتواجد وحدة برولين منحفظة في منطقة النهاية الكربوكسيلية لها على الأرجح دور في توجيه البروتين إلى جهاز غولجي.
يمكن أن تتجمع اللوالب عبر الغشائية الخاصة ببروتينات الغلاف الخاصة بسارس-كوف وسارس-كوف-2 كما تم إظهاره في المختبر لتشكل بُنًى خماسية القسيمات فيها مسامات مركزية تعمل كقنوات أيونية متخصصة بالكاتيون. تم تحديد خصائص بنية بروتين الغلاف الخماسي [الإنجليزية] الخاص بكلا الفيروسين بواسطة مطيافية الرنين المغناطيسي النووي.
دُرست طوبولوجيا الغشاء [الإنجليزية] الخاصة ببروتين الغلاف في العديد من فيروسات كورونا مع نتائج غير متوافقة، توجه البروتين في الغشاء قد يكون متغيرا. يقترح توازن الأدلة أن أكثر التوجهات تواترا هو توجه النهاية الكربوكسيلية نحو السيتوبلازم. تتوافق دراسات بروتين الغلاف في سارس-كوف-2 مع هذا التوجه.

### تعديلات ما بعد الترجمة
في بعض فيروسات كورونا وليس جميعها، يُعدَّل بروتين الغلاف بعد الترجمة بإضافة البالميتيك [الإنجليزية] إلى وحدات سيستئين منحفظة. في بروتين الغلاف الخاص بسارس-كوف، تمت ملاحظة موقع واحد للغلكزة والذي قد يؤثر على طوبولوجيا الغشاء، إلا أن الأهمية الوظيفية لغلكزة بروتين الغلاف غير واضحة. وُصفت إضافة اليوبيكويتين لبروتين الغلاف الخاص بسارس-كوف، وأهميتها الوظيفية غير معروفة كذلك.

## التعبير والتموقع
يُعبر عن بروتين الغلاف بكميات كبيرة في الخلايا المصابة. لكن، وُجدت كميات صغيرة فقط من بروتين الغلاف المنتجة متجمعة في الفيروسات. يتموقع بروتين الغلاف في الشبكة الإندوبلازمية، جهاز غولجي وفي الحيز الوسطي بين الشبكة الإندوبلازمية وجهاز غولجي [الإنجليزية] (ERGIC)، وهو الحيز داخل الخلوي الذي يتشكل فيه الغلاف الفيروسي لفيروس كورونا.

## الوظيفة

### اللزومية
خلصت دراساتٌ لمختلف فيروسات كورونا إلى خلاصات مختلفة بشأن لزومية جين بروتين الغلاف لتضاعف الفيروس. في بعض الفيروسات وبما في ذلك ميرس-كوف، أُبلغ أن بروتين الغلاف لازم وأساسي للتضاعف. وفي فيروسات أخرى منها فيروس كورونا الفأري وسارس-كوف جين بروتين الغلاف ليس لازما، لكن غيابه يخفض العيار الفيروسي، في بعض الحالات بواسطة إحداث عيووب في الانتشار والانتقال أو التسبب في تجميع غير سليم للقفيصة.

### الفيرونات وتجميع الفيروس

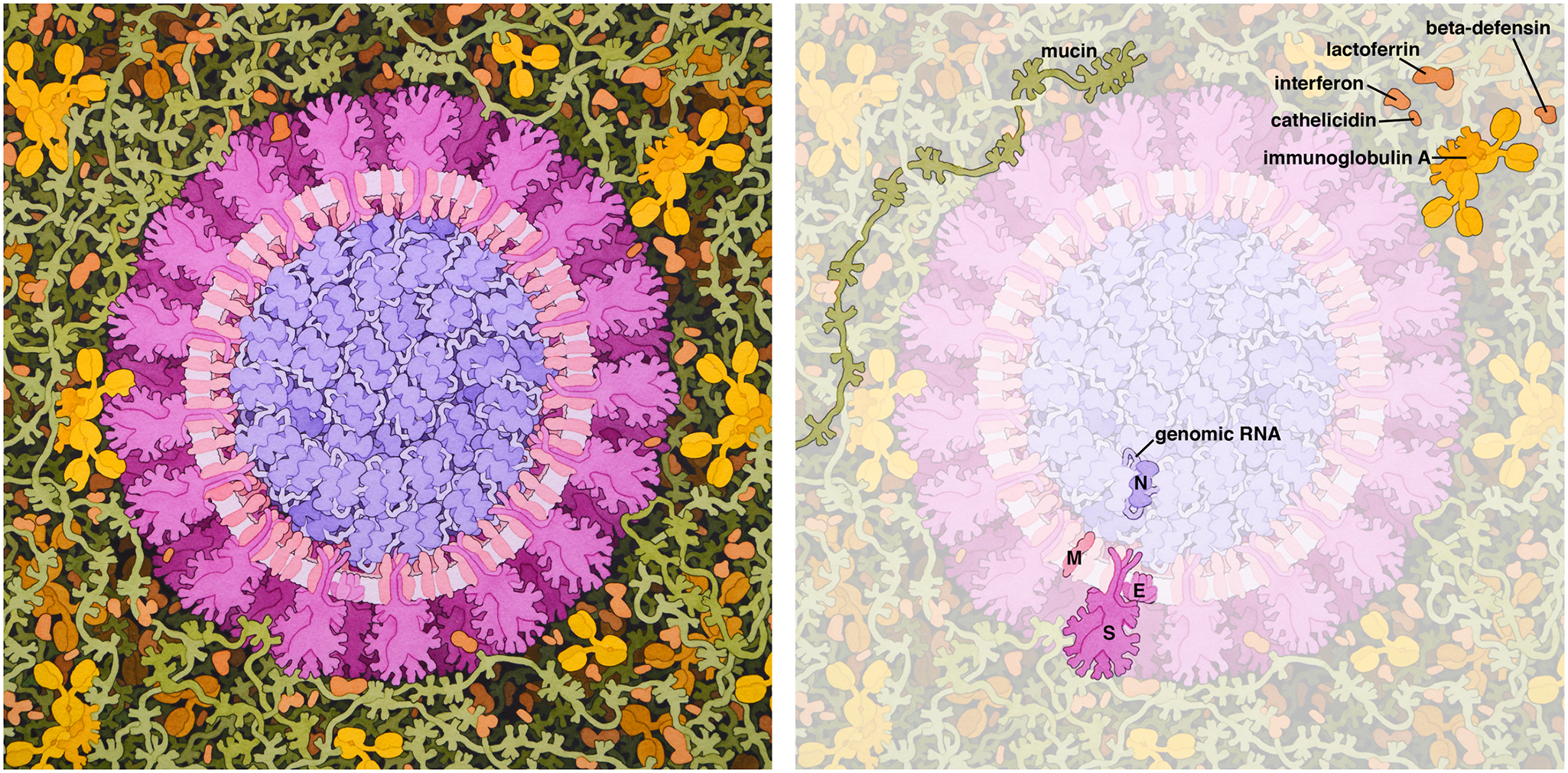
صورة لفيروس كورونا في الغشاء المخاطي التنفسي، تُظهر مواضع البروتينات البنيوية الأربعة ومكونات المحيط خارج الخلوي.

وُجد بروتين الغلاف في الفيروسات المجمعة حيث يشكل تآثرات بروتين بروتين مع بروتين الغشاء الخاص بفيروس كورونا (M)، الذي هو أكثر البروتينات البنيوية الأربعة توافرا في القفيصة الفيروسية. يحدث التآثر بين بروتيني الغلاف والغشاء عبر نهايتيهما الكربوكسيلية في الجزء السيتوبلازمي من الغشاء. في معظم فيروسات كورونا يكفي تواجد بروتيني الغشاء والغلاف لتشكيل جسيمات شبيهة بالفيروس، مع ذلك، أُبلغ أن سارس-كوف يعتمد على بروتين القفيصة النووية كذلك. توجد أدلة جيدة حول دور بروتين الغلاف في إحداث انحناء الغشاء لإنشاء فيروس كورونا بشكله الكروي المعتاد. من المحتمل أن لبروتين الغلاف دور في تبرعم الفيروس أو انقسامه، رغم أن دوره في هذه العمليات غير محدد جيدا.

### فيروبورين
في حالة تجمعه لخماسي قسيمات، يشكل بروتين الغلاف قنوات أيونية متخصصة بالكاتيون وتعمل على الأرجع كفيروبورين. هذا قد يُخل باستتباب الأيون ويغير نفاذية الغشاء، ويعدل الأس الهيدروجيني في الخلية المضيفة وهو الأمر الذي يسهل تحرير الفيروس من الخلية. يبدو أن وظيفة بروتين الغلاف كفيروبورين لها دور في الإمراض ويمكن أن تكون لها علاقة بتنشيط الجسيم الالتهابي. في سارس-كوف، ينتج عن الطفرات التي تُخل بقناة الأيون التي يشكلها بروتين الغلاف إمراض موهّن في النموذج الحيواني لكنها لا تؤثر كثيرا على تضاعف الفيروس.

### تآثرات مع بروتينات المضيف

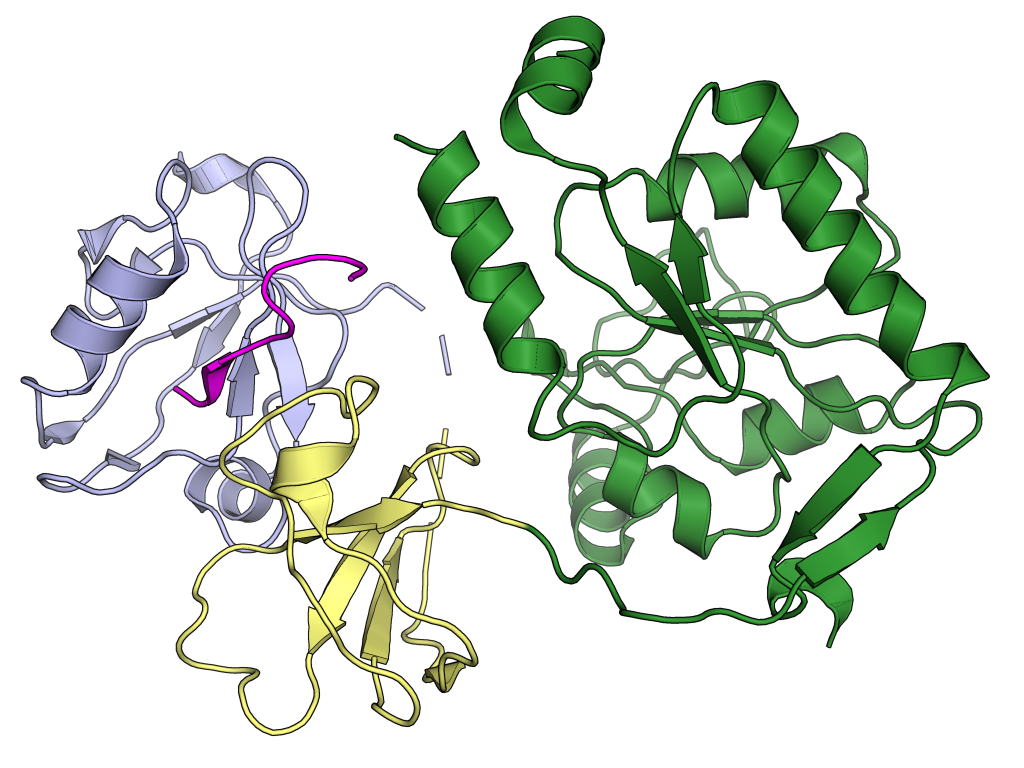
البنية المحددة بالمجهر الإلكتروني فائق البرودة للتآثر بين طابع الارتباط بـPDZ لبروتين الغلاف لسارس-كوف-2 (أرجواني) وتركيبة تتكون من نطاقات: PDZ (أزرق) وSH3 (أصفر) ونطاق مماثل لكيناز الغوانيليك (أخضر) من بروتين خلية مضيفة بشرية PALS1.

وصفت تآثرات البروتين-بروتين بين بروتين الغلاف وبروتينات الخلية المضيفة بشكل أفضل في سارس-كوف ويحدث ذلك عبر طابع الارتباط بنطاق PDZ المتواجد في النهاية الكربوكسيلية. أُبلغ أن بروتين الغلاف في سارس-كوف يتآثر مع خمس بروتينات من الخلية المضيفة: Bcl-xL وPALS1 وSyntenin-1 والوحدة الفرعية α1 لأتباز الصوديوم والبوتاسيوم ‏، وستوماتين. تآثراته مع PALS1 قد يكون لها علاقة بالإمراض عبر الإخلال الذي يُحدثه في الموصلات المحكمة. تم تحديد هذا التآثر في سارس-كوف-2 كذلك.

## التطور والانحفاظ
بين جميع أجناس فيروسات كورونا، تسلسل بروتين الغلاف غير منحفظ جيدا، حيث يبلغ تماثل التسلسل بينها أقل من 30%. في التجارب المخبرية على فيروس التهاب الكبد الفأري، تبديل بروتينات الغلاف من مختلف فيروسات كورونا، حتى من فيروسات من أجناس مختلفة مكّن من إنتاج فيروسات قابلة للتكاثر والإصابة، وهو ما يوحي بإمكانية تحمل وقبول التنوع الكبير في التسلسل الخاص بروتينات الغلاف الوظيفية. في سارس-كوف-2، بروتين الغلاف مماثل جدا لنظيره في سارس-كوف، مع ثلاث استبدالات وحذف واحد. تقترح دراسة لتسلسلات سارس-كوف-2 أن بروتين الغلاف يتطور ببطء نسبيا مقارنة بباقي البروتينات البنيوية.